# Lokale anesthesie
Lokale anesthesie is de meest gebruikte vorm van verdoving. Lokale anesthesie wordt gebruikt om pijngeleiding uit te schakelen met een lokaal anestheticum door de zenuwen rondom de te behandelen plek direct te verdoven. Pijnprikkels worden dan niet meer voortgeleid naar de hersenen en de pijngewaarwording is dan ook verdwenen.
Vaak voegt men een vaatvernauwend middel toe (adrenaline). Dit middel remt plaatselijk de doorbloeding, waardoor het anestheticum minder snel in het bloed opgenomen wordt. Vroeger werd aanbevolen dit niet toe te passen bij anesthesie van vingers en tenen; door sterke en langdurige vaatkramp zou necrose kunnen optreden. Recent wetenschappelijk onderzoek heeft dit weerlegd.

## Techniek
Lokale anesthesie is strikt genomen infiltratieanesthesie.
Onder het operatiegebied wordt verdovingsvloeistof gespoten, en op deze wijze worden de kleinste zenuwtakjes verdoofd. Strikt genomen geeft de tandarts, die verdooft, regionale anesthesie. Hij legt de verdoving bij de zenuwtak, die de pijn van de helft van de onderkaak of bovenkaak vervoert, een blok. Ook bij ingrepen aan vingers of tenen legt men een blok: "Oberst".
In sommige gebieden is het mogelijk verdoving te bewerkstelligen door de vloeistof op het slijmvlies te brengen, bijvoorbeeld in de keel (spray) of de ogen (oogdruppels); dit heet oppervlakteanesthesie.

## Preparaten
Veel gebruikte lokale anesthetica zijn articaïne, bupivacaïne, lidocaïne, novocaïne, mepivacaïne en ropivacaïne. Er zijn 2 hoofdgroepen lokale anesthetica: de esters en de amiden. De esters zoals procaïne en cocaïne worden nauwelijks meer gebruikt in verband met de hogere kans op allergische reacties. Cocaïne wordt nog wel toegepast in de keel- neus- en oorheelkunde vanwege de vaatvernauwing (met beperking van het bloedverlies bij neusoperaties).
De amiden worden praktisch ingedeeld in de kortwerkende: lidocaïne, prilocaïne en mepivacaïne en langwerkende. De langwerkende lokaal anesthetica zijn: bupivacaïne, levobupivacaïne en ropivacaïne.